# 3289 Mitani
A 3289 Mitani (ideiglenes jelöléssel 1934 RP) a Naprendszer kisbolygóövében található aszteroida. Karl Wilhelm Reinmuth fedezte fel 1934. szeptember 7-én.